# Шонай (Бокейординський район)
Шона́й (каз. Шонай) — село у складі Бокейординського району Західноказахстанської області Казахстану. Входить до складу Сайхінського сільського округу.
У радянські часи село називалось Шунгай.
Населення — 199 осіб (2021; 365 у 2009, 584 у 1999, 599 у 1989).